# Vette (Patrizier- und Adelsgeschlecht)

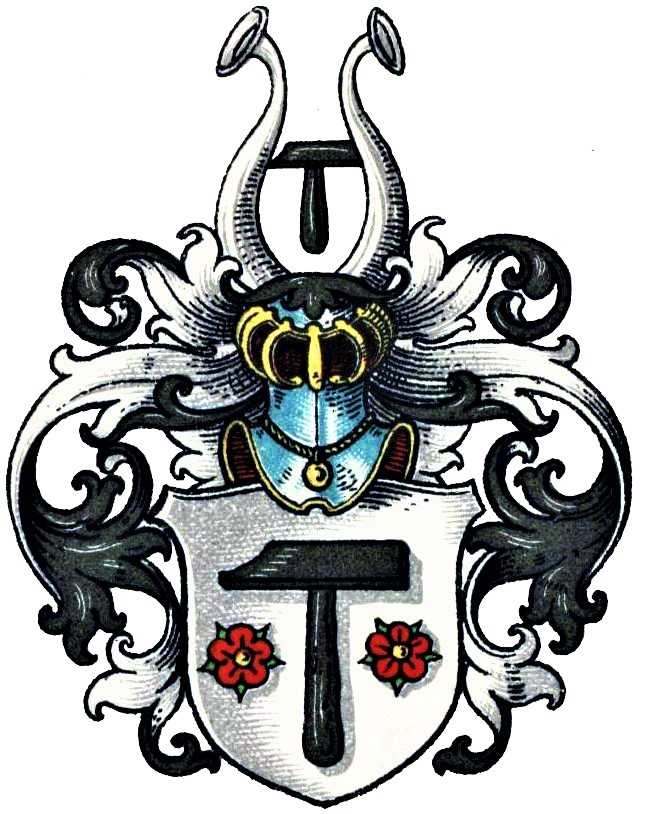
Wappen derer von Vette von 1746 im Wappenbuch des Westfälischen Adels

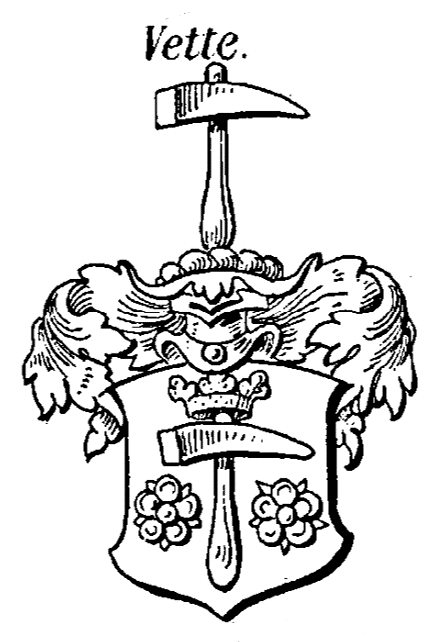
Bürgerliches Wappen der Vette bei Johann Siebmacher

Vette ist der Name eines osnabrück- und flensburgischen Patrizier- bzw. westfälisch-niedersächsischen Adelsgeschlechts.

## Geschichte
Den Namen Vette trug ein Bentheim-Steinfurtsches Adelsgeschlecht bereits im 13. und 14. Jahrhundert. Später war der Name Vette in Osnabrück eingesessen. Das Lehnsbuch des Grafen Everwin [Eberwin II. von Bentheim-Steinfurt; regierte 1466–1498] verzeichnet 1479 als Lehnsvorgänger des Burgmanns Schotte de Bever den Johann de Vette. Es bleibt aber offen, ob Schotte das Burglehen kaufte, erbte oder ohne direkte Beziehung zu Vette -als heimgefallenes Lehen- erhielt. In Osnabrück hob sich die Wandmacherzunft infolge der strengen Zunftordnungen von 1470, 1481 und 1501 bis in das 16. Jahrhundert hinein sehr erheblich. Den Wandmachern gehörten Namen an, die später zu den bedeutendsten der Stadt zu zählen sind, wie neben den Vette die Grave oder die Müseler. 1497 war Heinrich Vette Leggemeister zu Osnabrück, urkundlich auch als „de Ersamen Hinrick de vette“.
Cord Vette urkundete als Ratsherr bereits 1542 zu Osnabrück, und ein Cord Vette starb 1617 als der letzte Freigraf von Osnabrück. Es bat der Enkel des Osnabrücker Bürgermeisters Eberhard Vette († 1679), Sohn des Richters Christian Vette zu Osnabrück und der Katharina Wetter, Tochter des Osnabrücker Bürgermeisters Johann Rudolf Wetter († 1726) und der Maria Elisabeth, geb. von Willen, der Minden-Ravensbergische Regierungsrat (1738), Landrichter der Grafschaft Tecklenburg (1742) und Kurbrandenburgische Assessor beim Reichskammergericht zu Wetzlar, Christian Rudolph Vette († 1762 in Berlin), am 2. Februar 1746, ihm den Adel und sein von den Vorfahren ererbtes Wappen (wie unten beschrieben) zu bestätigen. Zwar wurde das Gesuch nicht positiv beschieden, doch wurde Christian Rudolph Vette am 27. Mai 1746 vom Kaiser der Reichsadelsstand verliehen. Christian Rudolf von Vette vermählte sich 1747 mit Eleonore Louisa von Lyncker, Tochter des preußischen Geheimen Rats von Lyncker. Als preußischer Geheimer Kriegsrat im Kabinettsministerium war er ab 1747 für alle Reichsangelegenheiten zuständig. Er verfasste die meisten preußischen Verlautbarungen am Reichstag. Seine Schwester Charlotte Elisabeth von Vette heiratete 1747 Friedrich Christian von Neheim, der im Ravensbergischen und Osnabrückschen begütert war.

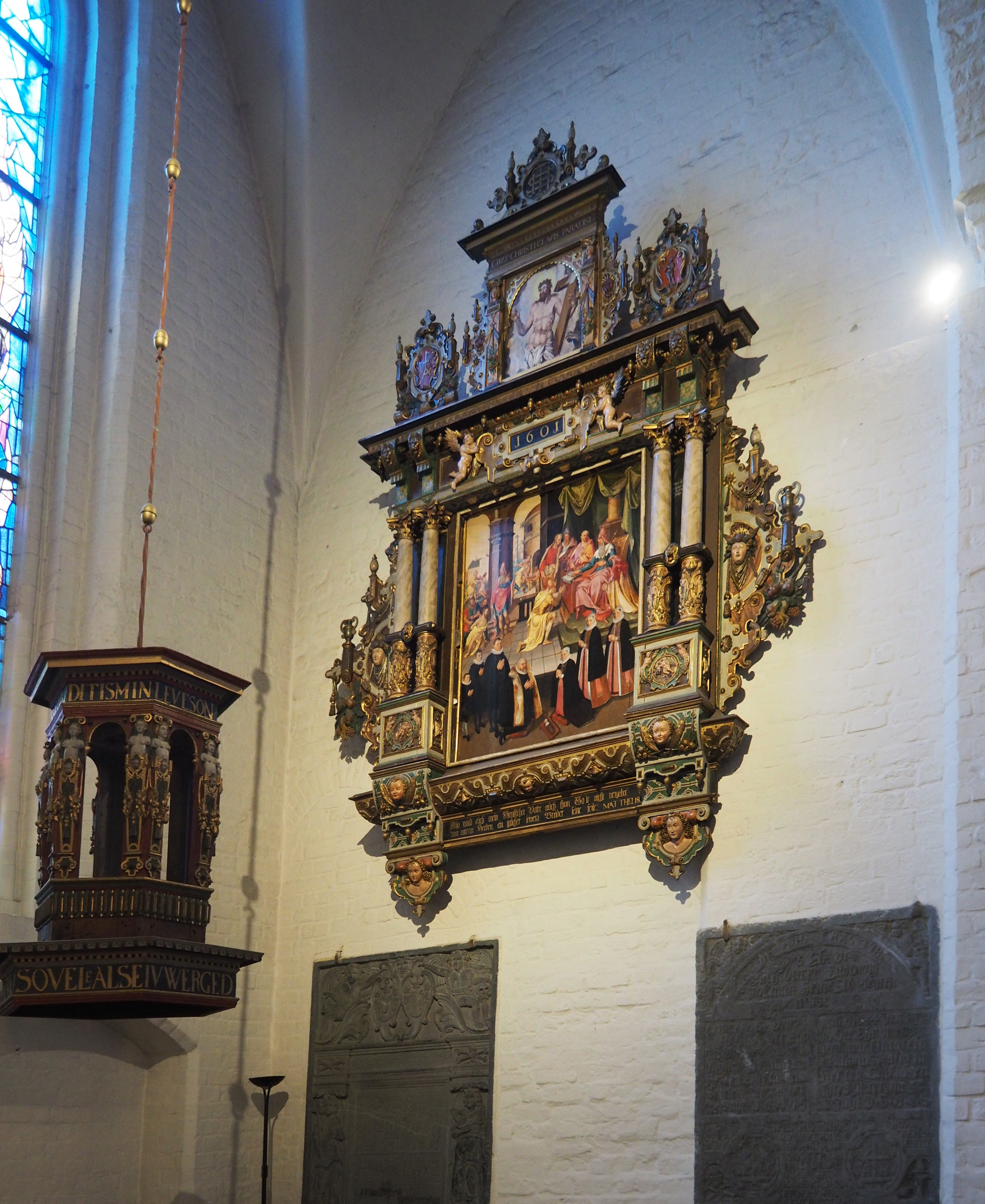
Epitaph (1601) für den aus Osnabrück stammenden Evert Vette und seine Familie in der Marienkirche (Flensburg)

Eine Nebenlinie des Osnabrücker Geschlechts hatte sich im 16. Jahrhundert in Flensburg sesshaft gemacht: Evert Vette (* 1536 in Osnabrück) war vor 1567, in welchem Jahr seine Schwester ihren Sohn aus Osnabrück zu ihm sandte, nach Flensburg gekommen. 1575 verheiratete Evert Vette sich mit Catharina, der Tochter des Kaufmannes Dirck von Deventer. Er starb 1599 in Flensburg. Ein großes, ansehnliches Haus am Flensburger Nordermarkt basiert in das Jahr 1589 zurück. In diesem Jahre ließ Evert Vette den Bau ausführen. Das auf ihn und seine Familie zurückgehende Flensburger Epitaph von 1601 im Stil des Manierismus zeigt im Vordergrund die Stifterfamilie aufgereiht, links kniet der Kaufmann Evert Vette mit seinen hinter ihm stehenden drei Söhnen Evert, Cordt und Jost, rechts kniet Catharina Vette mit ihren hinter ihr stehenden Töchtern. Jürgen Vette († 2. Juni 1605), Kaufmann und Kirchenältester in Flensburg, war ein Sohn des Flensburger Kaufmanns und Ratsverwandten Cord Vette und der Anna geb. Veltlage, sowie Enkel des aus Osnabrück stammenden Kaufmanns Vette. Verheiratet war Jürgen Vette mit Maria Lorck, einer Nichte des mit seinen Brüdern in den Reichsadelsstand erhobenen Andreas Lorck (1530–1584). 1645–1649 war ein jüngerer Evert Vette Bürgermeister für St. Marien in Flensburg.

## Wappen
- Blasonierung des bürgerlichen Familienwappens: Im Schild ein aufgerichteter Hammer, von einer Krone überhöht, von zwei Rosen begleitet. Auf dem Helm der Hammer.[24] Die Tingierung ist nicht überliefert.
- Blasonierung des Wappens von 1746: In Silber ein pfahlweise stehender schwarzer Hammer (Spitze nach rechts) zwischen zwei roten Rosen. Auf dem Helm der Hammer zwischen zwei silbernen Büffelhörnern. Die Helmdecken sind schwarz-silbern.[25]